# Thorsby
Thorsby è un comune degli Stati Uniti d'America situato nella contea di Chilton dello Stato dell'Alabama.